# Gärdefjärden (naturreservat)
Gärdefjärden är ett naturreservat i Skellefteå kommun i Västerbottens län.
Området är naturskyddat sedan 1972 och är 361 hektar stort. Reservatet omfattar nordvästra delen av Gärdefjärden med strandområden. Reservatet består av sanka strandängar och åkermark med lövdungar och blandskog.